# Droga krajowa nr 1 (Polska)
Droga krajowa nr 1 (DK1) – droga krajowa klasy A, S, GP oraz na krótkim odcinku klasy G łącząca północ Polski (Gdańsk) z południem: Gorzyczkami lub Zwardoniem (istnieją dwie równoległe trasy oznaczone jako DK1). Jest jedną z głównych tras w Polsce o przebiegu południkowym. Stanowi polską część międzynarodowego szlaku komunikacyjnego E75 Helsinki – Gdańsk – Łódź – Budapeszt – Ateny. Biegnie przez województwa: pomorskie, kujawsko-pomorskie, łódzkie i śląskie. Na północy rozpoczyna się w miejscowości Rusocin na węźle z drogą ekspresową S6 i biegnie autostradą A1 do Pyrzowic do węzła z drogą ekspresową S1, gdzie rozwidla się (rozpoczyna podwójny przebieg): od Pyrzowic do granicy z Czechami w Gorzyczkach oraz od Pyrzowic przez Dąbrowę Górniczą, Tychy, Bielsko-Białą, Żywiec do granicy ze Słowacją w Zwardoniu.
Trasa trzykrotnie (w pobliżu Grudziądza, Torunia i w Czechowicach-Dziedzicach) przekracza Wisłę.

## Klasa drogi
Pomijając odcinki oznakowane jako autostrada i droga ekspresowa droga posiada parametry klasy GP na odcinkach:
- Tychy – Bielsko-Biała
- Przybędza – Węgierska Górka

oraz parametry klasy G na odcinku między Węgierską Górką a Milówką.

## Dopuszczalny nacisk na oś
Od 2005 roku na drodze nr 1 dopuszczalny jest ruch pojazdów o nacisku osi pojedynczej do 11,5 tony.

## Historia
Pierwotnie droga krajowa nr 1 biegła po śladzie obecnej drogi krajowej nr 91, jednakże wraz z oddawaniem kolejnych odcinków autostrady A1, przejmowały one oznaczenie drogi krajowej nr 1, natomiast równoległe odcinki starej jedynki oznaczane były numerem 91. Południowy odcinek drogi krajowej nr 1 pierwotnie biegł natomiast równoleżnikowo między Cieszynem a Bielskiem-Białą, po szlaku obecnej drogi ekspresowej S52. W dniu 4 sierpnia 2016 r. zmieniony został przebieg południowego odcinka drogi na obecny, biegnący południkowo do granicy ze Słowacją w Zwardoniu.
Trasa między Bielskiem-Białą a Zwardoniem w latach 1985 – 2000 nosiła oznaczenia drogi krajowej nr 94 na odcinku Bielsko-Biała – Żywiec oraz drogi krajowej nr 944 na dalszej części do Zwardonia. W latach 2000 – 2016 fragmenty te stanowiły drogę krajową nr 69.
Według Rozporządzenia Ministra Infrastruktury z dnia 9 lutego 2023 r. do przebiegu drogi krajowej nr 1 był zaliczany także odcinek alei Wojska Polskiego w Częstochowie od węzła autostradowego Częstochowa Północ do węzła z ulicą Warszawską (droga nr 91). Przedmiotowy odcinek, według rozporządzenia, nie stanowił jednak zasadniczego przebiegu drogi nr 1. 1 stycznia 2025 roku, na mocy rozporządzenia Ministra Infrastruktury z dnia 11 września 2024 r., stracił kategorię drogi krajowej i został zaliczony do dróg wojewódzkich.

## Pikietaż
Poniższa tabela zawiera informacje dotyczące wyznaczonego pikietażu w ciągu drogi, opracowana na podstawie danych udostępnionych przez Generalną Dyrekcję Dróg Krajowych i Autostrad. Może ona zawierać nie do końca precyzyjne dane.
| Oznaczenie | Odcinek | km początkowy | km końcowy                  | Uwagi |
| ---------- | --- | ------------- | --------------------------- | --- |
| A1         | Rusocin – Pyrzowice                                                                                               | 0,0           | 475,4                       | - początek trasy kilkaset metrów na północ od węzła Rusocin (przejście z drogi ekspresowej S6)                                                                                          |
| A1d        | Pyrzowice – wiadukt obwodnicy zachodniej Piekar Śląskich                                                          | 0,0           | ≈14                         | - pikietaż lokalny - dokładna wartość końcowa nieznana - wiadukt znajduje się w sąsiedztwie węzła Piekary Śląskie - pofałdowania nawierzchni (ograniczenia do 110 i 80 km/h)            |
| A1c        | wiadukt obwodnicy zachodniej Piekar Śląskich – węzeł Gliwice Wschód – początek estakady autostradowej w Gliwicach | 0,0           | 22,6                        | - pikietaż lokalny - wartość końcowa szacowana |
| A1b        | początek estakady autostradowej w Gliwicach – Gliwice Sośnica (wiadukt nad DK44)                                  | 0,0           | ≈5,9                        | - pikietaż lokalny - dokładna wartość końcowa nieznana |
| A1a        | Gliwice Sośnica (wiadukt nad DK44) – granica państwa                                                              | 0,0           | ≈48,7                       | - pikietaż lokalny - dokładna wartość końcowa nieznana |
| S1b        | Pyrzowice – Podwarpie                                                                                             | 0,0           | brak danych (około 13. km)  | - pikietaż lokalny - według materiału źródłowego odcinek kończy się na połączeniu jezdni głównych z łącznicami (km 12+600), jednakże punkt środkowy węzła jest kilkaset metrów dalej    |
| 1a         | Podwarpie – Dąbrowa Górnicza                                                                                      | 0,0           | 2,5                         | - pikietaż lokalny - punkt końcowy na granicy Dąbrowy Górniczej - przebudowa odcinka do drogi ekspresowej - wschodnia obwodnica GOP                                                     |
| 1          | Dąbrowa Górnicza                                                                                                  | 525,1         | 530,7                       | - fragment w przebudowie do drogi ekspresowej - wschodnia obwodnica GOP |
| S1         | Dąbrowa Górnicza – Sosnowiec – Mysłowice – Tychy                                                                  | 530,7         | 564,5                       | wschodnia obwodnica GOP |
| 1          | Tychy – Pszczyna – Czechowice-Dziedzice – Bielsko-Biała                                                           | 564,5         | brak danych (około 601. km) | - według materiału źródłowego odcinek kończy się na połączeniu jezdni głównej z łącznicą relacji Tychy → Cieszyn (km 600+800), jednakże punkt środkowy węzła jest kilkaset metrów dalej |
| S1f        | Bielsko-Biała – Przybędza                                                                                         | 0,0           | 33,8                        | - pikietaż lokalny - dawna droga ekspresowa S69 |
| 1f         | Przybędza – Węgierska Górka – Milówka – S1                                                                        | 33,8          | 45,6                        | - pikietaż lokalny - dawna droga krajowa nr 69 |
| 1h         | Węgierska Górka – Milówka – S1                                                                                    | 0,0           | ≈5,9                        | - ulica Trakt Cesarski, droga o częściowym ograniczeniu dostępu (dojazd do posesji); na 800 m nie ma utwardzonej nawierzchni - pikietaż lokalny                                         |
| S1g        | (Milówka) DK1 – Tunel Emilia – Zwardoń – granica państwa (dawne przejście graniczne)                              | 0,0           | ≈11,2                       | - pikietaż lokalny - dokładna wartość końcowa nieznana - na wysokości 10. km oznakowanie końca drogi ekspresowej, dalszy przebieg jako droga krajowa                                    |

## Autostrada A1
Trasa na odcinku Rusocin – Gorzyczki (584 kilometry) ma status autostrady A1. Jest też częścią trasy europejskiej E75

## Droga ekspresowa S1
Droga na odcinkach Pyrzowice – Tychy, Bielsko-Biała – Przybędza oraz Milówka – Zwardoń (granica ze Słowacją) ma status drogi ekspresowej S1.

## Planowane przebudowy i remonty

### Droga ekspresowa S1

#### Mysłowice - Bielsko-Biała
Obecnie budowany jest odcinek drogi S1 Mysłowice – Bielsko-Biała zastępujący istniejący przebieg DK1 biegnący przez Tychy, Pszczynę, Goczałkowice-Zdrój i Czechowice-Dziedzice. 
Zakończenie prac zaplanowano na rok 2026.

#### Przybędza - Milówka
Realizowany jest też odcinek trasy między węzłani "Przybędza" i "Milówka" (tzw. obejście Węgierskiej Górki). Trasa zostanie poprowadzona przez estakady i 2 tunele o długości około 800 metrów. Długość drogi to prawie 10 kilometrów. Termin zakończenia budowy drogi to rok 2025.

## Ważniejsze miejscowości leżące na trasie nr 1
(lista wymienionych miejscowości nie uwzględnia miejscowości w ciągu A1)
- Pyrzowice (Międzynarodowy port lotniczy Pyrzowice)
- Dąbrowa Górnicza – obwodnica S1
- Sosnowiec – obwodnica S1
- Jaworzno – obwodnica S1
- Mysłowice – obwodnica S1
- Tychy – (droga nr 44, 86)
- Kobiór – obwodnica
- Pszczyna
- Goczałkowice-Zdrój – obwodnica
- Czechowice-Dziedzice – obwodnica
- Bielsko-Biała – obwodnica S1 (droga S52)
- Żywiec – obwodnica S1
- Laliki – obwodnica S1
- Zwardoń – obwodnica S1